# 일곱 나팔

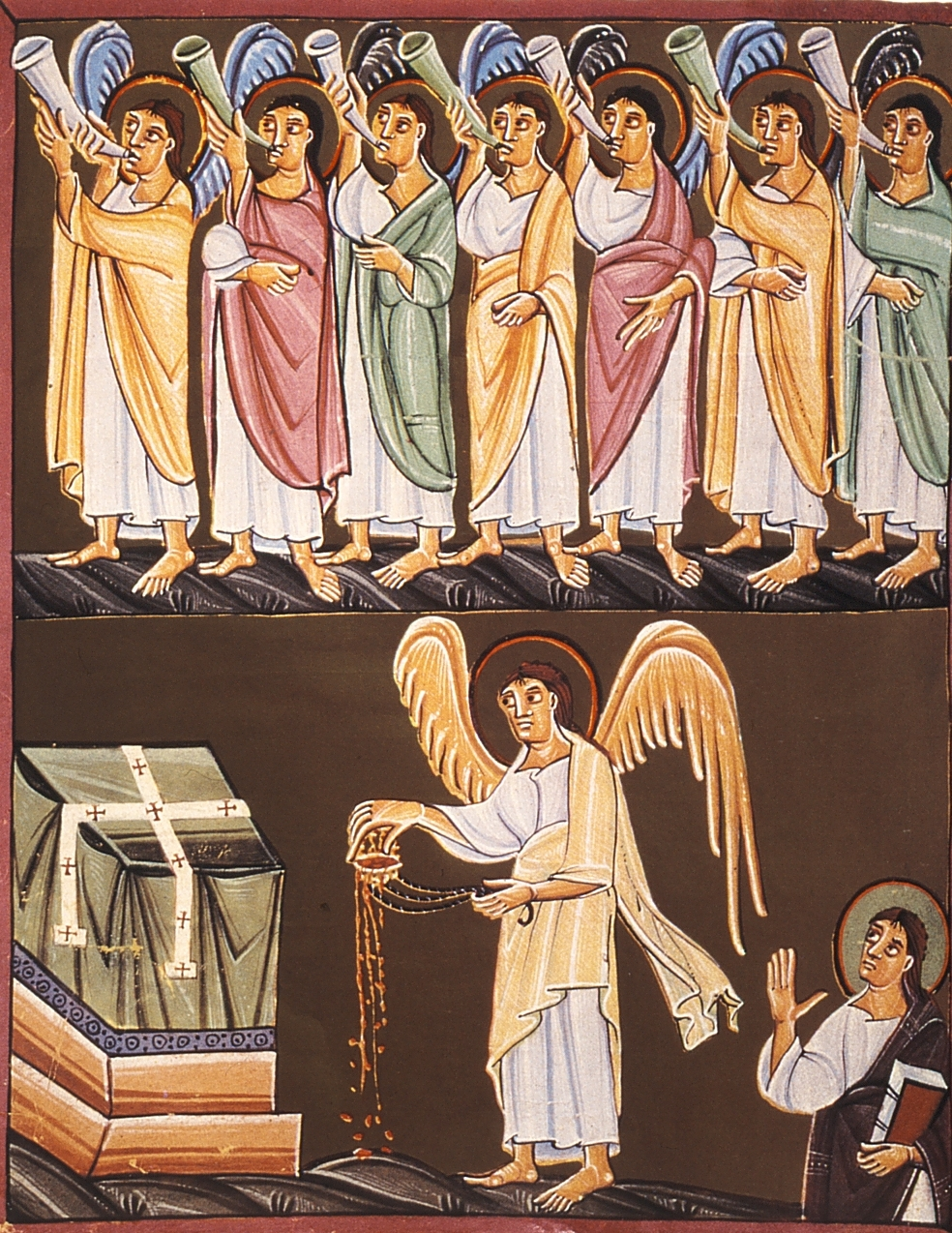
밴 베루크의 묵시록에 그려진 나팔 불어들

일곱 나팔은 「요한의 묵시록」에 기록된 나팔이 주어진 신의 심부름꾼(천사)이다.
어린 양(그리스도)이 푸는 일곱 개의 봉인 중 마지막 일곱 째의 봉인이 풀렸을 때 나타난다고 한다.

## 제1의 나팔
「요한의 묵시록」 제8장 7절에서 나팔을 울린다.
그것에 의해 우박이나 불을 지상에 내리게 해 지상의 3분의 1을 다 태운다.

## 제2의 나팔
「요한의 묵시록」 제8장 8절에서 나팔을 울린다.
그것에 의해 바다의 3분의 1을 줄인다.

## 제3의 나팔
「요한의 묵시록」 제8장 10절에서 나팔을 울린다.
그것에 의해 향쑥의 별을 강에 떨어뜨려 지상의 강의 3분의 1을 독으로 한다.

## 제4의 나팔
「요한의 묵시록」 제8장 12절에서 나팔을 울린다.
그것에 의해, 낮의 시간을 3분의 1으로 줄인다.

## 제5의 나팔
「요한의 묵시록」 제9장 1절에서 나팔을 울린다.
그것에 의해 아바돈을 호출한다.

## 제6의 나팔
「요한의 묵시록」 제9장 13절에서 나팔을 울린다.
그것에 의해, 유프라테스강의 논두렁에 연결된 네 명의 사자를 개방해,
지상의 인간의 3분의 1을 죽이게 한다.

## 제7의 나팔
「요한의 묵시록」 제11장 15절에서 나팔을 울린다.
그것에 의해 신의 지배를 고한다. 그리고 예수를 통한 속죄함을 받지않은 나머지 지상의 인간을 멸하기 위해, 번개나 대지진을 일으켜, 한층 더 굵은 우박을 지상에 내리게 한다.

## 같이 보기
- 요한의 묵시록
- 심판 (타로)